# Formacja czterech palców

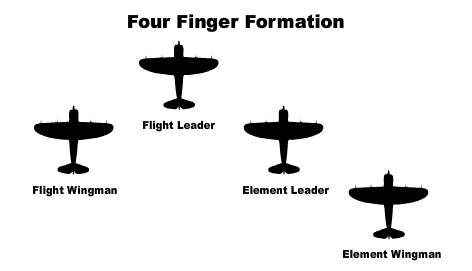
Formacja czterech palców

Formacja czterech palców (ang. Finger-four) – formacja lotnicza wykorzystywana przez samoloty myśliwskie.

## Zarys
Podczas wojny domowej w Hiszpanii Werner Mölders wspólnie z Güntherem Lützowem i innymi pilotami Legionu Kondor opracował taktykę latania w formacji Schwarm (rój), składającej się z dwóch par samolotów – prowadzącej (lead element) oraz dodatkowej (second element). Każdą tworzyło dwóch pilotów: prowadzący (flight leader) i skrzydłowy (wingman).
Parę prowadzącą tworzą prowadzący formację oraz jego skrzydłowy, lecący za nim po lewej stronie. Parę dodatkową tworzą prowadzący parę, lecący za prowadzącym formację po jego prawej stronie i jego skrzydłowy, lecący za prowadzącym parę po jego prawej stronie. Obaj prowadzący mają zadanie ofensywne, podczas gdy skrzydłowi odpowiedzialni są za obronę formacji – skrzydłowy prowadzącego formację osłania tyły pary dodatkowej, a skrzydłowy prowadzącego parę dodatkową osłania tyły pary prowadzącej. Patrząc z góry, formacja przypomina cztery palce prawej ręki.
W porównaniu do mało elastycznej formacji klucza (prowadzący oraz dwaj skrzydłowi) dawała ona dużo większe możliwości manewrowania. Główny nacisk został przeniesiony z myślenia o utrzymaniu formacji na aktywne poszukiwanie samolotów przeciwnika. W razie potrzeby formacja mogła rozdzielić się na dwie działające niezależnie od siebie pary (prowadzącą i dodatkową).
W roku 1939 wprowadzono ją w jednostkach myśliwskich Luftwaffe, a w połowie 1941 roku, po doświadczeniach bitwy o Anglię, zaczęto ją oficjalnie stosować w RAF. W późniejszym okresie wojny wprowadzono ją także w United States Army Air Forces i Lotnictwie ZSRR.
Latanie parami prowadzący-skrzydłowy stosowane było przed II wojną światową w polskim lotnictwie myśliwskim.
Po II wojnie światowej stała się mniej popularna, chociaż stale jest wykorzystywana podczas ceremonii pogrzebowych pilotów (missing man formation).